# مطار تبسة - الشيخ العربي التبسي
مطار الشيخ العربي التبسي أو مطار تبسة، (إياتا: TEE، إيكاو: DABS) هو مطار يقع 2.5 كلم شمالي مدينة تبسة شرقي الجزائر

## العرض
مطار تبسة هو مطار مدني يخدم مدينة تبسة ومنطقتها (ولايات تبسة وخنشلة وأم البواقي وسوق أهراس).
المطار تديره مؤسسة تسيير المطارات التابعة لاقليم قسنطينة EGSA Constantine.

## التاريخ
كان مطار تبسة مطارًا دوليًا في الماضي. عام 1986 ، حيث استضاف رحلات دولية من و إلى مرسيليا ، ولكن تم تعليق هذا الخط من قبل الخطوط الجوية الجزائرية لعدة أسباب....
وتم تقليص نشاط هذا المطار إلى الرحلات الداخلية فقط.

## البنية التحتية ذات الصلة

### المدرج
يحتوي المطار على مدرجين من الخرسانة الإسفلتية ، الأول بطول 3000 متر والثاني بطول 2400 متر.

## الوجهات
| شركـات طيـران           | الوجهات         |
| ----------------------- | --------------- |
| الخطوط الجوية الجزائرية | الجزائر العاصمة |